# Kirk Ireton
Kirk Ireton est une paroisse civile et un village du Derbyshire, en Angleterre.